# Emil Leupold
Emil Leupold (* 5. Januar 1913 in Fürth; † 30. Juli 1941), Spitzname „Hym“, war ein deutscher Fußballspieler.

## Karriere
Leupold begann beim FC Fürth mit dem Fußballspielen und wechselte 17-jährig zur SpVgg Fürth. Für den Verein bestritt er von 1930 bis 1933 in den vom Süddeutschen Fußball-Verband durchgeführten Meisterschaften in einer der regional höchsten Spielklassen, der Bezirksliga Bayern, Punktspiele. Mit fünf Spielen in der Gruppe Nord trug er zum Gewinn der Nordbayerischen Meisterschaft bei und nahm infolgedessen auch an der Endrunde um die Süddeutsche Meisterschaft teil, aus der seine Mannschaft ebenfalls als Meister hervorging. In den beiden folgenden Spielzeiten hatte der Verein mit dem 1. FC Nürnberg starke Konkurrenz, sodass die SpVgg Fürth jeweils als Zweitplatzierter hinter diesem die beiden Spielzeiten abschloss.
Von 1933 bis 1936 spielt er dann in der Gauliga Bayern, in einer von zunächst 16, später auf 23 aufgestockten Gauligen zur Zeit des Nationalsozialismus als einheitlich höchste Spielklasse im Deutschen Reich. In der Premierensaison noch Sechstplatzierter, gewann er mit seiner Mannschaft in der Folgesaison die Gaumeisterschaft Bayern, die in der darauffolgenden Saison dann der 1. FC Nürnberg sich sicherte. Aufgrund des Erfolges war er mit der SpVgg Fürth als Teilnehmer an der Endrunde um die Deutsche Meisterschaft qualifiziert. Die Meisterschaft wurde in vier Gruppen zu je vier Mannschaften ausgetragen, von denen die Gruppensieger die Halbfinalspiele bestritten. Er bestritt fünf von sechs Spielen der Gruppe D und belegte hinter dem VfB Stuttgart den zweiten Platz. Bei seinem Debüt am 7. April 1935 entschied er mit seinen beiden Toren die Begegnung im ersten Gruppenspiel gegen den 1. SV Jena mit 2:0. In dem 1935 neu geschaffenen Pokalwettbewerb für Vereinsmannschaften um den Tschammerpokal, kam er ebenfalls zum Einsatz und erzielte sechs Tore in drei Spielen. Sein Debüt am 1. September beim 5:1-Erstrunden-Sieg über Germania Fulda krönte er gleich mit drei Toren. Seine zwei Tore im Achtelfinale am 27. Oktober gegen den Freiburger FC reichten jedoch nicht zum Einzug ins Viertelfinale, da die Freiburger mit 3:2 in Fürth gewannen.
Von 1936 bis 1938 spielte er für den SV Waldhof Mannheim, für den er 36 Punktspiele bestritt und vier Tore erzielte. Am Ende seiner ersten Saison gewann er mit der Mannschaft die Gaumeisterschaft Baden. In der Endrunde um die Deutsche Meisterschaft bestritt er lediglich das am 6. September 1936 mit 1:0 gewonnene Achtelfinale gegen den PSV Chemnitz und das am 25. Oktober mit 1:2 verlorene Viertelfinale gegen den 1. FC Schweinfurt 05. Ein Jahr später bestritt er fünf von sechs Spielen der Gruppe D und belegte mit der Mannschaft den dritten Platz, der das Ausscheiden aus dem Wettbewerb bedeutete.
Nach Mannheim zurückgekehrt, bestritt er bis in die Saison 1940/41 noch 29 Punktspiele, in denen er zwei Tore erzielte. Für den SV Waldhof Mannheim kam er einzig am 28. August 1938 bei der 2:3-Erstrunden-Niederlage gegen den 1. SSV Ulm 1928 im Tschammerpokal-Wettbewerb zum Einsatz.

## Erfolge
- Gaumeister Baden 1937
- Gaumeister Bayern 1935
- Süddeutscher Meister 1931
- Nordbayerischer Meister 1931